# トライアングル・ブルー
『トライアングルブルー』は、テレビ朝日で1985年5月7日から1986年2月25日まで放送されたテレビドラマ。深夜テレビドラマ枠「深夜劇場」の一作品。

## 概要
当時のテレビ朝日深夜「田辺エージェンシー制作協力枠」のひとつとして制作され、毎週火曜深夜（水曜午前）0時25分から放送された30分番組。「深夜劇場」枠で放送された作品群のひとつであるが、当作品が当時のとんねるず人気とも相まって一番の人気を集め、続編（『トライアングル・ブルーII』）を含め放送回数では最長となった。
そもそもは柄沢次郎演じる三好裕二が主人公であった。
タイトルが示すのは、裕二と二人の女性、佐伯ともみと島野理恵の三角関係である。
当初こそしっかりドラマが進行していたものの、裕二の友だち役のとんねるずのアドリブ頻発により番組人気が上昇、結果的に二人に主役を食われる形となった。
撮影は東京都港区六本木付近で行われることが多く、スタジオでの収録は行われなかった。
レギュラー放送終了後、1992年まで3回にわたって単発のスペシャルが制作された。
番組中にとんねるずの二人をサポートする「トラブル隊員」と称した新しい登場人物のオーディションが行われ、何人かの合格者が出たが、合格者達は何の活躍もないまま、とんねるずの二人から「トラブル隊員は、本日をもって番組から消え去ります」と番組中に宣言され、そのままフェイドアウトしている。その後、とんねるずは同時刻帯で『ハーフムーン』、『ブンぶくちゃがま』と2本のドラマに出演しているが、『トライアングルブルー』程の人気は得られず、短期間で放送は打ち切られている。

## 出演者
- 石山浩之 - 石橋貴明
- 木元昭 - 木梨憲武
- 佐伯ともみ - 川上麻衣子
- 島野理恵 - 可愛かずみ
- コー - 前田耕陽
- 三好裕二 - 柄沢次郎
- 柴田由季子 - 樹本由布子
- ユウコ - 田中広子
- ナオコ - 研ナオコ
- ミセス・フー - アン・ルイス
- 百合子 - 松下由樹
- 吉田麻里 - 大川陽子（パート2から出演）
- 山崎久美 - 山崎美貴（パート2から出演）
- 田原俊彦（スペシャル）
- 高樹沙耶（スペシャル）
- 黒沢ひろみ（スペシャル）
- 城戸真亜子（スペシャル）
- 志賀真理子（スペシャル）
- 久保田篤（スペシャル）
- 渡辺理砂（スペシャル）
- 中森明菜（スペシャル）

## スタッフ
- 作：秋元康、関根清貴、野村弓子
- ディレクター：多田羅敬二
- 演出：新井義春
- 技術協力：ニユーテレス
- 編集・MA：東洋現像所
- プロデュース・演出：湧口義輝、岩村紀明
- 企画協力：D3カンパニー
- 企画：田辺昭知、皇達也
- 制作著作：テレビ朝日

## テーマ曲・使用曲
- オープニング：アン・ルイス「六本木心中」、ステファニー「Hideaway」、THE MODS「BABY BLUE」、杏里：「オリエンタル・ローズ」（後期） ほか
- エンディング：アン・ルイス「六本木心中」（前期）、山崎美貴：「借りたままのサリンジャー」、真璃子「私星伝説」（後期） ほか
- 主なBGM（番組タイトルバックを始めとして要所に使用されたのは、鳥山雄司、村松健の作品）
  - 鳥山雄司作品：「Your tender lovin' care」、「Gettin' that funny feelin'」（以上、album「take A break」）、「SECRET #36」（album「Silver Shoes」）、「BROWN DOLL」（album「YUJI TORIYAMA」） ほか
  - 村松健作品：「HYDRANGEA ―into the morning dew」、「LOVE COLORS ―peace of mind」、「OCEAN BOULEVARD ―breezy memory」（以上、album「+BLUE」） ほか

## 番組ネット局
- テレビ朝日
- 北海道テレビ（テレビ朝日と同時ネット）
- 静岡県民放送（静岡けんみんテレビ、現：静岡朝日テレビ）- 一時期は木曜深夜に1週遅れ放送。途中から同時ネットに復帰し、最終回まで放送。
- 名古屋テレビ（テレビ朝日と同時ネット）